# Italská fotbalová federace
Italská fotbalová federace (zkratka FIGC, italsky Federazione Italiana Giuoco Calcio) je organizace řídící fotbal a futsal v Itálii. Je připojená k Italskému olympijskému výboru . Sídlo je v Římě. Koordinuje profesionální (od Serii A a domácím pohárem až po Serii C) i neprofesionální fotbalové ligy (od Serie D až po provinční soutěže). FIGC je také spojena s Italskou asociací rozhodčích (AIA), která jmenuje rozhodčí a pomocníky pro soutěže pořádané Federací.

## Historie
Federace byla založena v Turíně 26. března 1898 z podnětu výboru zřízeného 15. března, které zvolilo inženýra Maria Vicaryho do čela nově vytvořené federace Federazione Italiana del Football (FIF).
K založení federace byly vyzvány tyto tehdejší kluby:
Janov CFC, FC Torinese, Internazionale Torino, SG di Torino, SEF Ginnastica Mediolanum, Unione Pro Sport Alessandria, Società Ginnastica Ligure Cristoforo Colombo.
Poslední dva však raději zůstaly v Italské gymnastické federaci (Federazione Ginnastica d'Italia), zatímco Mediolanum se zúčastnilo teprve o dva roky později.
Ve stejném roce svého založení uspořádala Federace první šampionát. Byl to turnaj, který se konal v Turíně v jediný den a který vyhrál klub Janov CFC.
Federaci uznala FIFA v roce 1905 a UEFA v roce 1954.
Když bylo v roce 1909 při každoročních volbách do rady, které se konaly v Miláně, změněno jméno federace, několik účastnických klubů představujících méně než 50 % aktivních klubů se rozhodlo poslat dopis, ve kterém bylo že všechny kluby volí nové jméno pro federaci. Nové jméno bylo schváleno jako Federazione Italiana Giuoco del Calcio (FIGC) a od té doby se tak jmenuje Italská fotbalová federace. Premiéra reprezentace byla 15. května 1910 v Miláně. Na sobě měli hráči bílé dresy, ve kterých porazili reprezentaci Francie 6:2. Následující rok v zápase proti Maďarsku byly představeny nové dresy a to v barvě modré, jako pocta rodu Savojských.
Federace byla amatérskou federací, která respektovala pravidla FIFA. Na konci první světové války federace zaznamenala vývoj a několik fotbalistů bylo posuzováno jako profesionální fotbalisté a tak bylo zakázáno podle dohod FIFA.[ujasnit]
Od roku 1922 do roku 1926 byla schválena nová a přísnější pravidla pro udržení skutečného a účinného amatérského statusu, jako kontrola fotbalistů, ale nejlepší hráči byli tajně placeni a nelegálně se přestěhovali z jiných provincií. Cizinci museli žít v zemi, aby získali vízum k pobytu. Když v roce 1926 rada federace odstoupila po velmi obtížné stávce rozhodčích, fašista Lando Ferretti, předseda italského olympijského výboru (CONI), navrhl komisi, aby reformovala všechny ligy a federální pravidla. Komise podepsala dokument nazvaný Carta di Viareggio (Pravidla vydaná ve Viareggiu), kde byli fotbaloví hráči uznáni jako amatéři a byli schopni požádat o vrácení peněz, které ztratili při hraní fotbalových týmů. Museli podepsat prohlášení, že nejsou profesionálními hráči, takže byla dodržována pravidla FIFA, protože pro FIGC se objevovali jako amatéři, kteří dostávali pouze náhrady. Byl to začátek profesionality v Itálii. Carta di Viareggio snížil počet zahraničních hráčů, kteří byli postaveni na jeden zápas, takže většina Maďarů zůstala bez práce a vrátila se do své země.
Komisař Bruno Zauli vedl proces obnovy FIGC (1959) se zřízením tří lig (profesionální, poloprofesionální, amatérské) a vytvoření technického a mládežnického sektoru.
Mezi lety 1964 a 1980 byly italským klubům zakázány zahraniční hráči, především k oživení reprezentace.
FIGC byl uveden do správy v květnu 2006 v důsledku skandálu a byl dán pod správu Guida Rossiho.
Toto jmenování vyvolalo zlostné reakce prezidentů klubu v Itálii.
Dne 19. září Rossi rezignoval na funkci komisaře FIGC. Dne 21. září byl zvolen Luca Pancalli.
Dne 2. dubna 2007 byl zvolen nový prezident. Stal se jim bývalý viceprezident Giancarlo Abete.
Po MS 2014 rezignoval Abete a Carlo Tavecchio byl zvolen prezidentem federace a Michele Uva jako generální ředitel. Nová správa zahájila mnoho reforem o hlavních aspektech italského fotbalu, zejména prostřednictvím využívání mladých hráčů vyškolených v Itálii, o hospodářské udržitelnosti - finanční profesionální kluby; zahájí reorganizaci provozní struktury.
Dne 20. listopadu 2017, sedm dní poté, co se reprezentace nedokázala kvalifikovat na MS 2018 – poprvé od roku 1958, rezignoval Tavecchio na funkci prezidenta federace.